# 절사평균
절사평균이란 편차가 큰(극단치가 존재) 자료의 경우, 산술평균이 적합하지 않으므로, 자료의 총 개수에서 일정비율만큼 가장 큰 부분과 작은 부분을 제거 후 평균을 산출한다. 예를 들면 10% 절사 평균이란 자료의 총 수(n)에서 상위 10%, 하위 10%까지 위치한 값까지 삭제한 뒤, 산술평균을 구한다. 만약 표본의 크기가 20인 표본집단의 경우의 10% 절사평균이라면, 상위 10% 하위 10% 인 총 4개를 제외하며, 순서상 상위 2개, 하위 2개를 제외한 16개 표본의 산술평균을 구하는 것이다.

## 예
0, 1, 2, 2, 2, 2, 3, 3, 5, 1980 의 표본집단인 경우, 산술평균은 200이지만, 10% 절사평균의 경우 10개 × 10% = 1개를 제외하는데, 상위 1개, 하위 1개씩 제거 후 산술평균을 구하게 되므로, 10% 절사평균은 2.5로 산출된다. 따라서, 평균에서 멀리 동떨어진 극단값(이상값)이 존재할 경우, 산술평균보다는 절사평균이 상대적으로 더 의미가 있다.